# ديسيوورث
ديسوورث هي قرية في مقاطعة ليسترشاير الإنجليزية. يقع جنوب مطار إيست ميدلاندز وقبالة تقاطع 23A من الطريق السريع M1.
وهي قرية تضم حوالي 670 من السكان، وتقع على بعد 14 كيلومترا إلى الشمال الغربي من لوبورو و 2.5 كم إلى الجنوب الشرقي من قلعة دونينغتون. في تعداد عام 2011 تم تضمين السكان في الأبرشية المدنية من لونغ واتون و ديسوورث. تقع المستوطنة في أبرشية لونغ واتون و ديسوورث، وتقع ضمن المناظر الطبيعية الزراعية المتموجة وتحتل واديًا ضحلًا أنشأه ديسيوورث بروك أثناء تدفقه شرقًا قبل أن يصبح طويلًا واتون بروك ويستمر إلى التقاء نهر الإرتفاع. تجتمع الشوارع الأربعة الرئيسية للقرية - بوابة غرايمز ، وبوابة هول، وبوابة كليمنتس، وبوابة السيدة في ذا كروس؛ مفترق طرق متعرج بالقرب من كنيسة القديس ميخائيل وجميع الملائكة. يسير Page Lane بالتوازي مع بوابة السيدة. يتيح منظر الأخضر الذي يمتد على طول الحافة الجنوبية للمستوطنة الوصول إلى بوابة هول -عبر The Bowley- وإلى بوابة السيدة. يتدفقديسيوورث بروك إلى الجنوب من بوابة هول وينضم إليه روافد إلى الشرق من Shakespear Close وبالقرب من Town End.
ولد عالم التنجيم والتنجيم الشهير ويليام ليلي في ديسوورث في 1 مايو 1602.

## صندوق ديسوورث للتراث
صندوق ديسوورث للتراث هو صندوق خيري، مسجلة في المملكة المتحدة (رقم 1112223) التي تكرس للحفاظ على التراث التاريخي والمعماري لقرية ديسيوورث في ليسترشاير، انكلترا، والمنطقة المحيطة بها، من أصولها الأولى وحتى الوقت الحاضر. كان Trust مسؤولاً عن ترميم مبنى الكنيسة المعمدانية الزائدة عن الحاجة في ديسوورث والذي تم بناؤه في عام 1752، حيث يُعد أحد أقدم المباني في المقاطعة والذي يشكل مركزاً تراثياً محلياً يحوي مجموعة متنوعة من المرافق للتعليم والترفيه، وقد أمكن تحقيق ذلك من خلال الرعاية المقدمة من المنظمات المحلية والوطنية بما في ذلك صندوق يانصيب التراث. يرحب الصندوق بالأعضاء الذين يهتمون بشكل عام بالتاريخ المحلي، وكذلك الأعضاء المرتبطين مباشرة بالقرية. يعمل الصندوق بشكل وثيق مع جمعيات ديسورث ولونغ واتون التاريخية، وغيرها من المنظمات لتطوير الاهتمام بالتاريخ المحلي.

## تاريخ ديسوورث
تشير الأدلة الأثرية إلى أن موقع ديسوورث كان مأهولًا في الفترات الرومانية والساكسونية والفايكنج. موقعها في واد محمي بجوار الجدول هو مكان كلاسيكي للاستقرار المبكر وتطوير المزارع. كان لديسوورث العديد من الاختلافات في اسمها، ولكن دائمًا ما كان يحوي الاسم على الملحق «وورث» ، والتي تعني التسوية المغلقة.
في وقت الغزو النورماندي، كان ديسوورث مهمًا بدرجة كافية ليكون جزءًا من جائزة لفارس نورمان، ويظهر في كتاب يوم القيامة. امتلك ويليام لوفيت حوالي 360 فدانًا في ديسوورث، على الرغم من أن فترة ولايته لم تدم طويلاً.
بحلول أوائل القرن الثاني عشر، احتل إيرلز ليستر وتشيستر وروبرت دي فيرير الأرض المحيطة بديسوورث، تلا ذلك العديد من الخلافات حول ملكية الأرض في الفترة حتى أواخر القرن الخامس عشر ، عندما أُعلن في عام 1487 أن العقار ملك للسير هنري كوليت.
كان لانجلي بريوري القريب قد مارس سيطرة كبيرة على كنيسة الرعية والقرويين الذين عمل الكثير منهم لدى الراهبات. غالبًا ما يختار المحسنون الذين تبرعوا بالأرض للدير الأرض في ديسوورث. قبل فترة وجيزة من تفكك الدير إلى جانب الممتلكات الدينية الأخرى والأراضي في إنجلترا، اشترت مارجريت بوفورت والدة هنري السابع جزءًا كبيرًا من القرية لتأسيس ما أصبح كلية المسيح كامبريدج.
على مدى الخمسمائة عام التالية، سيطر مالكو ملكية لانجلي بريوري وكلية المسيح على ديسوورث وشاهدوا القرويين يدفعون الإيجار إما إلى القس جنتلمان أوف كرايست أو الملاك الجدد لانجلي: أولًا غرايز، ثم تشيسلين، ثم شكيبيرز. باعت الكلية حصتها في ديسوورث في عام 1920، ولكن لا يزال هناك عدد قليل من المزارع والمنازل التي لا تزال مملوكة لأصحاب العقارات.
لا تزال ديسوورث معروفة -إلى الآن- باحتوائها على العديد من المزارع النشطة داخل القرية نفسها، على الرغم من قربها من مطار إيست ميدلاندز هو تذكير دائم بأن ازدهارها في المستقبل يعتمد أيضًا على التجارة الناتجة عن موقعها في ممر M1، بالقرب من ديربي ونوتنجهام وليستر.